# Tom Clancy's Splinter Cell: Pandora Tomorrow
Tom Clancy's Splinter Cell: Pandora Tomorrow é um jogo eletrônico de ação e aventura desenvolvido Ubisoft Shanghai e publicado e publicado pela Ubisoft Shanghai e Ubisoft Milan, enquanto a Ubisoft Montreal, desenvolvedora do Splinter Cell original, estava trabalhando na Teoria do Caos.
Pandora Tomorrow é o segundo jogo da série Splinter Cell endossado pelo escritor Tom Clancy. O jogo segue as atividades secretas de Sam Fisher, um agente que trabalha para um ramo de operações secretas da Agência de Segurança Nacional (NSA) chamado "Third Echelon" (Terceiro Escalão). Sam Fisher é dublado por Michael Ironside. Dennis Haysbert faz a voz do personagem Irving Lambert, chefe de Fisher, fazendo desta a única vez que ele não é dublado por Don Jordan. Lalo Schifrin fornece a música tema do jogo.
Tom Clancy's Splinter Cell: Pandora Tomorrow  foi lançado originalmente pela Microsoft Game Studios para o Xbox e Windows em 23 de março de 2004. Posteriormente foi publicado pela Ubisoft para o GameCube e PlayStation 2. Em 2019 chegou ao Xbox One, e em 2020 chegou ao Xbox Series X|S.
O jogo recebeu o nome de Shadow Strike durante seu desenvolvimento.

## Enredo
Em março de 2006, os Estados Unidos estabeleceram uma presença militar no recém-independente Timor Leste para treinar os militares timorenses na luta contra as milícias guerrilheiras indonésias anti-separatistas, organizadas pela milìcia Darah dan Doa (Sengue e Preces), liderado pelo carismático Suhadi Sadono.
Sadono, foi treinado pela CIA para ajudar a combater o comunismo no Arquipélago Malaio, participando do Massacre de 1965-1966, onde mais de 500 mil pessoas foram torturadas e mortas sob o pretexto de serem comunistas  levando ao poder o ditador Suharto. Após ao referendo de independência do Timor Leste em 1999, Sadono se ressente com o apoio dos EUA ao país e sua suposta interferência na soberania indonésia. Ele, como muitos outros, percebeu que a Superpotência estava interferindo na soberania da Indonésia, então orquestra um atentado suicida e um ataque à embaixada dos EUA em Dili, capturando vários militares e diplomáticos dos EUA, incluindo Douglas Shetland, um velho amigo e camarada de Sam Fisher.

### Prelúdio
Um grupo de mercenários renegados, liderado por Suhadi Sadono, assalta e captura a Embaixada dos EUA em Timor-Leste, tomando os civis como reféns. Uma das pessoas que estava dentro da instalação quando eles atacaram é Douglas Shetland, um ex-fuzileiro naval dos EUA e logo é revelado que eles estavam procurando o dispositivo que ele carregava, que contém informações confidenciais. Fisher é enviado às instalações, não para resgatar os reféns, mas para destruir todos os vestígios das informações que Shetland tem com ele, ou para recuperá-las, custe o que custar, antes que os capangas de Sadono o peguem e coletar informações sobre o Darah Dan Doa.

### Embaixada Estadunidense no Timor Leste
O jogo começa quando Fisher se infiltra na embaixada para limpar informações confidenciais e reunir todas as informações que puder sobre o Darah Dan Doa. Enquanto Fisher se infiltra na embaixada, ele resgata Douglas Shetland da Displace International, que lhe dá um e-mail criptografado sobre mortified_penguin. No entanto, o e-mail está em um raro dialeto indonésio. Sam então continua pela embaixada, onde encontra Ingrid Karlthson, uma tradutora da embaixada que interpreta a mensagem. A informação revela uma conexão entre 'mortified_penguin' e o Saulnier Cryogenics Lab em Paris, França. Fisher apaga a luz dos holofotes da embaixada para permitir o ataque Força Delta do Exército dos EUA a embaixada. Fisher é bem-sucedido em sua missão e a embaixada é retomada pela Força Delta do Exército dos EUA. Sadono escapa e os Estados Unidos lançam uma campanha militar em território indonésio na tentativa de caçá-lo, o que gera um grande protesto do governo indonésio que está tentando proteger Sadono.

### Laboratório Criogênico, Paris, França
Sam Fisher parte então para o laboratório em Paris atrás de informações. Fisher se infiltra no Laboratório de Criogenia Saulnier em Paris. O laboratório está tomado por mercenários franceses e sírios que foram contratados por mortified_penguin, provavelmente afiliado a Sadono. 
Depois de desarmar uma bomba por pouco, Fisher descobre que os mercenários estavam lá para adquirir os contêineres ND133; recipientes criogênicos autônomos usados para transportar e armazenar cérebros humanos em temperaturas criogênicas. Fisher então continua pelo laboratório e encontra François Coldeboeuf, um segurança ferido que conseguiu tirar uma foto de mortified_penguin em seu telefone celular. Depois de mostrá-lo a Fisher, é revelado que mortified_penguin é na verdade Norman Soth, um ex-agente da CIA, as informações encontradas o levam até um trem em Nice.

### Hesperia Railways, Paris a Nice, França
Fisher embarca em um trem de alta velocidade que vai para Nice, França, com Soth a bordo. Sua missão é confirmar as intenções de Norman Soth sem ser detectado. Sam encontra Norman Soth dormindo em uma cabine de passageiros, identificando-o por sua perna protética, e o confronta sobre seu envolvimento com Sadono. Soth explica que está operando disfarçado em nome da CIA. A reunião é interrompida quando um mercenário diz a Soth pela porta que ele tem um telefonema para ele. Sam se esconde enquanto Soth sai e Lambert então confirma a suspeita de Sam de que Soth estava mentindo. Fisher segue Soth até a frente do trem e grava sua conversa ao telefone. Esta gravação crucial revela que Soth está indo a Jerusalém para adquirir algo para a 'Apólice de Seguro' de Sadono. Enquanto Fisher faz sua extração, seu disfarce é descoberto e ele escapa pelo teto do trem para o Osprey enquanto Sam que está sendo baleado pelos homens de Soth.

### Jerusalém, Israel
Sam e Coen partem para Jerusalém para descobrir para que serve o ND133 infiltrando-se a pé. Coen informa Sam sobre um toque de recolher em vigor na cidade, devido ao aumento das tensões na região. Ela explica que ele deve encontrar as ruas desertas, exceto por guardas e possivelmente um punhado de civis. O Third Echelon providenciou para que o SC-20K de Sam fosse modificado dentro da cidade e Sam é obrigado a recuperá-lo antes de continuar em sua missão. Chegando ao local do armeiro, Sam interrompe dois ladrões que assaltam a loja, que ele mata antes de adquirir sua arma. Sam então faz seu caminho pela cidade antiga para encontrar seu contato - Dahlia Tal, uma agente secreta do Shin Bet. Dahlia revela a Sam que Soth veio comprar uma bio-arma de alguns mercenários sírios. O ND133 foi necessário para transportá-lo, e aquele ND133 foi deixado no esconderijo da Síria. Ela então leva Sam para o esconderijo onde o ND133 está sendo mantido. Quando ela entra no elevador do esconderijo sírio para descer antes de Sam, Lambert ordena que Sam a mate, já que Shin Bet estava planejando traí-lo e levar o ND133 para si de qualquer maneira. Sam então faz seu caminho para o esconderijo subterrâneo e encontra uma amostra da bio-arma. Ele é então extraído de Jerusalém.

### Indonésia
Fisher descobre que Sadono planejou um esquema conhecido como "Pandora Tomorrow", colocando uma série de bombas biológicas ND133, equipadas com o vírus da varíola, em solo dos EUA. A cada 24 horas, Sadono faz ligações criptografadas para cada um dos portadores da bomba para atrasar a liberação do vírus. Se ele for morto ou detido, o vírus será liberado e milhões de americanos morrerão. Como Sadono está lutando na linha de frente do conflito, os EUA não podem arriscar matá-lo imediatamente e são forçados a retirar suas forças.
As forças dos EUA descobrem a localização de Sadono em um acampamento da milícia na floresta da Indonésia. Para evitar que Sadono se aproveite da situação, Fisher é enviado para se infiltrar nas fortalezas de Darah Dan Doa, a fim de descobrir a localização das bombas de varíola para que Sadono possa ser capturado.
Enquanto está no local, Sam se encontra com Douglas Shetland nos arredores do acampamento. Shetland está lá com a sua companhia de mercenários, Displace International, a mando das Forças Armadas dos EUA. Lambert ordena que Sam grampeie o telefone de Sadono. Sam encontra minas de arame que ele desarma antes de colocar uma bomba no avião de Sadono depois que Shetland o designou como uma oportunidade de alvo. Ele então persegue Sadono através de uma base de Darah Dan Doa, interceptando um código de acesso diário enquanto Sadono o passa para um de seus tenentes. No momento em que Sam chega ao escritório de Sadono, ele descobre que "Pandora Tomorrow" é a palavra-código para seu plano de contingência que atrasa a liberação do vírus da varíola em solo americano. Enquanto Sam tenta se extrair nos fundos da casa de Sadono, ele é emboscado. Felizmente, ele é salvo por equipes de atiradores de elite de Shetland, que antes cercavam a área. Sam extrai e a ligação é então rastreada até um submarino em Komodo.

### Submarino Pen, Komodo, Indonésia
Sam se insere nas proximidades de uma antiga estação de ancoragem marítima da Guerra Fria, que contém o submarino para o qual as chamadas foram rastreadas. Depois de passar pelo quartel e pela segurança externa, ele se infiltra no cercado pelo elevador. Sam força o submarino a emergir sob a falsa pretensão de manutenção para que ele possa entrar no submarino. Depois de passar pelos homens de Sadono, Sam entra no submarino e acessa o seu computador, permitindo que sua equipe de suporte extraia informações sobre as localizações do ND133. Enquanto Sam faz sua extração do submarino para águas abertas, os espiões da Shadownet são enviados para neutralizar as caixas de varíola espalhadas em um esforço para acabar com a enorme ameaça de Sadono contra os EUA.

### Estação de Transmissão de TV e Rádio, Indonésia
Depois que a ameaça dos ND133s foi removida, Sadono percebeu que seu tempo como homem livre estava acabando. O Third Echelon descobriu a localização de Sadono em uma estação de transmissão de radio e televisão na Indonésia. Após a reação internacional do assassinato do ex-presidente da Geórgia, Nikoladze, o Third Echelon decide capturar Sadono vivo, em vez de torná-lo um mártir. Fisher consegue se infiltrar na estação e Lambert revela que Ingrid Karlthson, que havia ajudado Sam anteriormente na embaixada, agora é prisioneira de Sadono. Fisher também fica ciente de que ela é uma agente da CIA que o ajudará de todas as maneiras que puder. Depois de rastrear Sadono em um estúdio de notícias dentro da estação, Fisher observa as mensagens revolucionárias de propaganda política que serão divulgadas ao público e seus apoiadores para fortalecer ainda mais o movimento contra os EUA após seu desaparecimento. Fisher consegue capturar Sadono e extraí-lo com segurança e o Third Echelon descobre que Norman Soth está de posse do ND-133 armado com varíola e pretende detoná-lo no aeroporto internacional de Los Angeles.

### LAX Aeroporto, Los Angeles, USA
Com sua tentativa de ataque em LAX, os motivos de Soth foram revelados como puramente pessoais. Depois de ser traido pela CIA e pelos EUA quando suas alianças mudaram na Indonésia, Soth foi deixado por conta própria. Isso fez com que suas afiliações políticas se reestruturassem para atender às suas necessidades enquanto ele tentava se vingar do país que o traiu e abandonou enquanto ele estava a seu serviço. Sabendo o quão urgente é o assunto dele, o Third Echelon insere Fisher rapidamente na área com Coen em apoio. Ele se infiltra em LAX e é informado por Lambert que os mercenários de Soth estão disfarçados de funcionários do aeroporto. Ele é obrigado a localizar e assassinar os impostores. A equipe sugere que qualquer um dos homens de Soth provavelmente terá tomado uma vacina contra a varíola, para garantir que sua missão não seja suicida e que sua temperatura corporal seja alguns graus mais alta. Depois de localizá-los com sua visão térmica, Sam neutraliza os mercenários. Ele então se move para interceptar e eliminar o próprio Soth antes que ele possa liberar o vírus da varíola no aeroporto. Fisher adentra no aeroporto localiza e mata Sothe antes que ele pudesse liberar o vírus da varíola. Incapaz de extrair o dispositivo a uma distância segura a tempo, Fisher se apresenta como um zelador e deixa a bomba sem vigilância perto da segurança do aeroporto. O esquadrão antibombas é rapidamente chamado para realizar uma explosão controlada do dispositivo, que é feita por um veículo não tripulado usando aço reforçado, pondo fim à crise da varíola.

### Epilogo
Depois que Sadono foi capturado, a presença militar dos EUA em Timor Leste começou a se retrair. As forças de Sadono foram capturadas ou deixaram a organização. Os mercenários da Displace International de Douglas Shetland foram fundamentais para proteger a região de Timor Leste após o incidente. Sam Fisher e o resto do Third Echelon conseguem desfrutar de algum tempo de inatividade após terem posto fim à ameaça à segurança nacional.

## Jogabilidade
A jogabilidade de Pandora Tomorrow praticamente não mudou em relação ao Splinter Cell original. O jogo apresenta algumas melhorias gráficas moderadas, bem como pequenas alterações de jogabilidade, como o fato de que os kits de saúde não são mais um item de inventário e a adição de uma mira a laser na pistola de Sam que permite ao jogador saber exatamente onde as balas irão acertar, mesmo quando se desloca. Além disso, Sam agora pode abrir portas enquanto carrega um corpo, atirar enquanto está pendurado de cabeça para baixo. As versões de PlayStation 2 e GameCube também apresentam uma missão adicional para um único jogador para compensar a jogabilidade abreviada em comparação com as versões para PC e Xbox.

### Multiplayer
Pandora Tomorrow foi o primeiro jogo da franquia a incluir o modo multijogador. Os espiões de SHADOWNET e os mercenários de ARGUS. Os modos multijogador foram baseados em parte da campanha para um jogador, que inclui a obtenção do ND133 e trazê-lo para um local seguro. Foi lançada uma demonstração multijogador jogável para PC e Xbox. No entanto, como havia um número tão baixo de jogadores, em algum ponto a Ubisoft desativou os servidores Ubi.net para Pandora Tomorrow.

### Trilha Sonora
A trilha sonora foi composta por Jack Wall e Lalo Schifrin, que foram contratados para criar a música de Pandora Tomorrow. Jack Wall fez toda a música do jogo, incluindo cinemática, enquanto Lalo Schifrin criou a música tema de Pandora Tomorrow. 

## Desenvolvimento e Versões
Tom Clancy's Splinter Cell: Pandora Tomorrow recebeu o nome de Shadow Strike durante seu desenvolvimento.

### Xbox
A Ubisoft Shanghai assumiu o comando da franquia Splinter Cell aclamada pela crítica. O foco principal do jogo era melhorar os efeitos de iluminação. Xangai também fez uma pequena mudança na jogabilidade, em que o jogador pode escolher entre vários caminhos a seguir, em vez de um único caminho a cada jogada. Eles também assumiram a responsabilidade de criar o modo multijogador para o jogo.

### Windows
Tal como aconteceu com o Splinter Cell original, a versão do Windows se trata de um porte da versão do console Xbox e manteve a interface de usuário e a jogabilidade desta versão. No entanto, a versão do Windows pode ser executada em resoluções mais altas do que as versões do console. O sistema de salvamento de "checkpoint" da versão Xbox foi substituído pela capacidade de salvar um jogo a qualquer momento, e os controles foram retrabalhados para permitir o uso simultâneo de teclado e mouse, com a velocidade do movimento controlada pela roda do mouse. Nenhum conteúdo bônus das outras versões está presente nesta versão.

### PS2 e GameCube
Tal como acontece com o Splinter Cell original, as versões PS2 / GCN são idênticas em ambos os níveis de layouts, resolução e outras variedades de degradação. A taxa de quadros tende a falhar um pouco mais do que a versão do Xbox. Os tempos de carregamento também são mais longos. As missões também são estruturadas de uma forma diferente / mais curta e o componente multiplayer não é tão extenso quanto seu homólogo do Xbox. A versão PS2 traz conteúdo extra, incluindo uma nova missão na Selva da Indonésia (que também aparece em Splinter Cell Essentials para PSP).
As diferenças notáveis entre as versões PS2 e GCN são mínimas, variando do sombreamento à própria taxa de quadros. A versão GameCube continua a usar um filtro suave sobre suas sombras, enquanto a versão PS2 mantém a mesma filtragem bilinear nua das versões originais. Alguns holofotes de sombra também estão faltando na versão GC, como nas aberturas de LAX. A versão GC, como pode ser visto no jogo, pode desacelerar mais do que a versão PS2, mas pode chegar a 60fps onde o PS2 não chega. Embora a base seja semelhante, ao contrário da versão PS2 / Xbox / PC, a térmica no GC também carecia de um toque final, a cor de tela cheia sangrando pós-efeito "infravermelho". Em vez disso, a versão GC permanece a mesma que as portas anteriores, onde simplesmente usa um contorno ao redor de seus personagens e objetos.

### PS3
Uma versão do PlayStation 3 foi anunciada para fazer parte da coleção Splinter Cell Trilogy, que foi lançada em setembro de 2011 como parte da série Classics HD da Sony. Foi revelado no blog do PlayStation que o jogo é um porte da versão para PC, que tinha melhores detalhes gráficos do que as versões anteriores do console. Também foi revelado que os modos multiplayer não estão incluídos na coleção.

### Game Boy Advance
A versão GBA foi lançada em 24 de março de 2004 na América do Norte e 26 de março de 2004 na Europa.